# 国际失踪儿童日
国际失踪儿童日（英語：International Missing Children's Day）是每年的5月25日，与美国全国失踪儿童日是同一天。1983年，时任美国总统罗纳德·里根为了纪念震惊全美的伊坦·帕兹失踪案，号召全社会关注儿童失踪问题而确定这一天为“全国失踪儿童日”。随后，加拿大、欧盟、澳大利亚等地纷纷效仿，也宣布这一天为“失踪儿童日”，于是这一天逐渐变成国际性的纪念日，世界各国在这一天举行纪念活动以提高公众对儿童失踪问题的重视和关注，以及加强对此类事件的防范行动。亦展开国际合作交流，共同解决儿童失踪的问题。